# Catocala habilis
Catocala habilis là một loài bướm đêm thuộc họ Erebidae. Loài này có ở Quebec, Ontario, Manitoba và New Brunswick phía nam qua Connecticut và New Jersey tới North Carolina và phía tây đến Arkansas.
Sải cánh dài 55–65 mm. Con trưởng thành bay từ tháng 6 đến tháng 10 tùy theo địa điểm. Có thể có một lứa một năm.

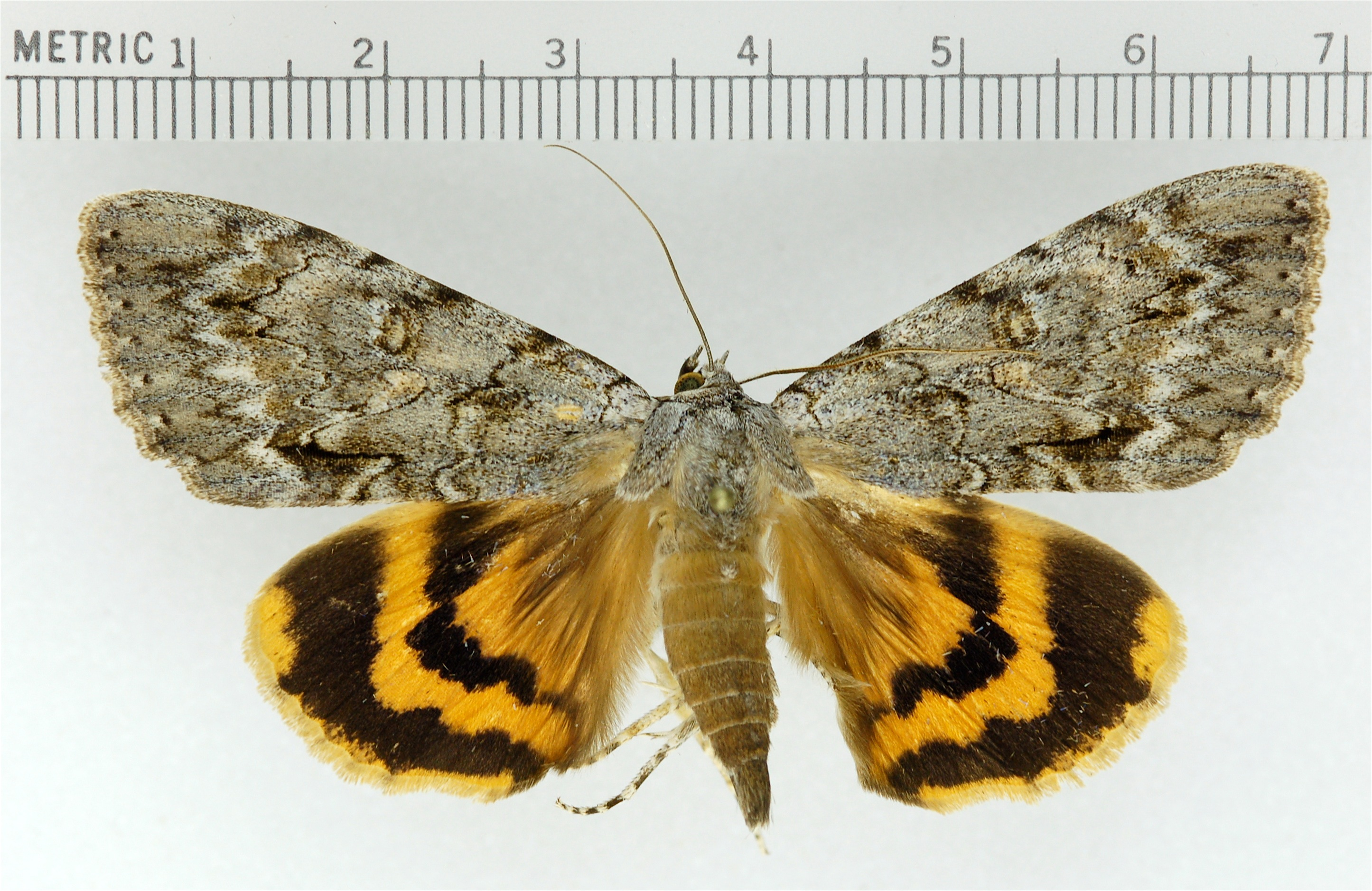

Ấu trùng ăn Carya ovata, Fraxinus pennsylvanica, Juglans cinerea và Juglans nigra.